# Begonia langbianensis
Espèce
Begonia langbianensis est une espèce de plantes de la famille des Begoniaceae.
L'espèce fait partie de la section Platycentrum.
Elle a été décrite en 1921 par Edmund Gilbert Baker (1864-1949).

## Répartition géographique
Cette espèce est originaire du pays suivant : Viet Nam.